# Wysoczyzna Idzikowa

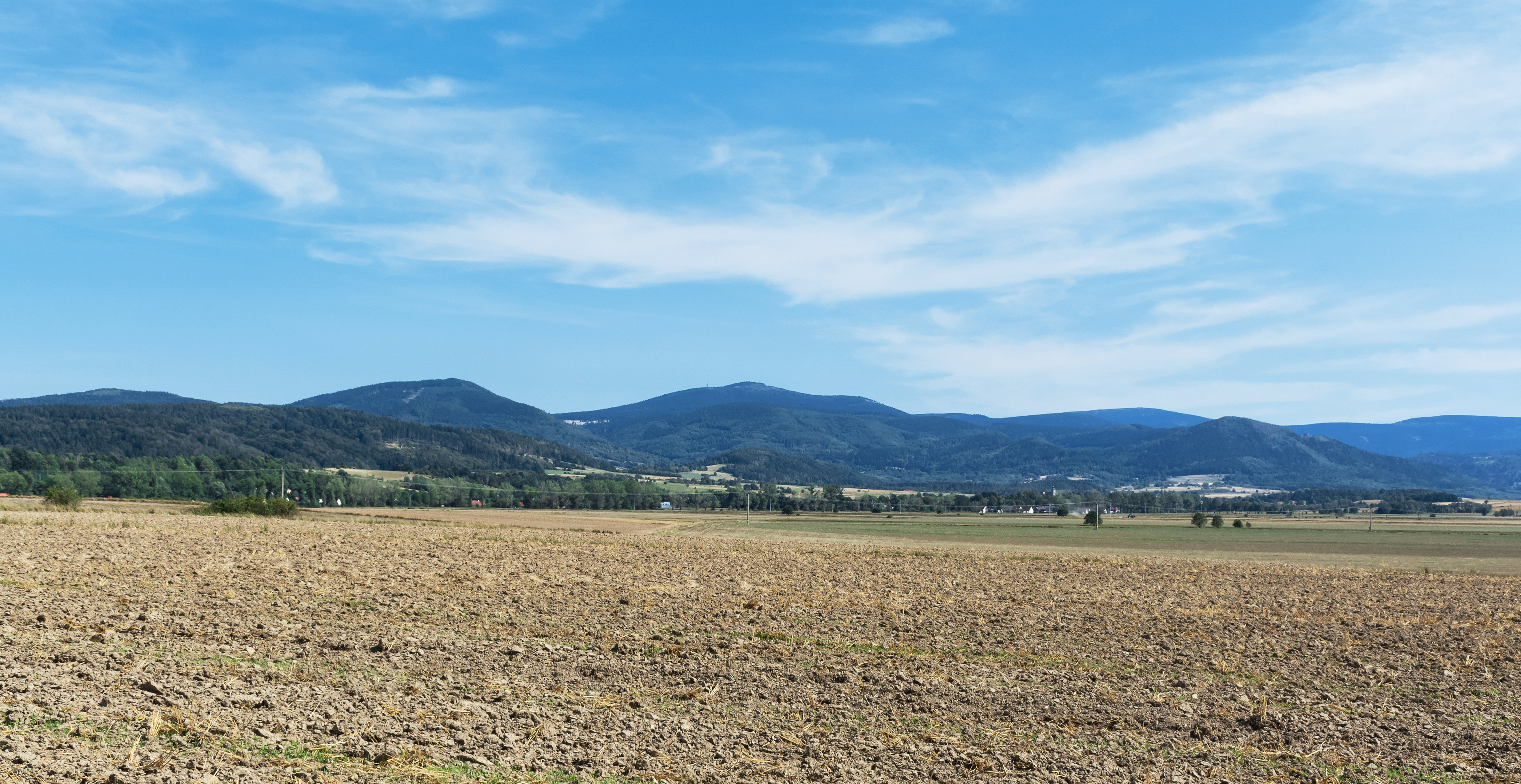
Wysoczyzna Idzikowa. Na drugim planie po lewej wzniesienie Łazek w głębi Masyw Śnieżnika. Widok z drogi 33 od strony północno-zachodniej

Wysoczyzna Idzikowa – mikroregion geograficzny w południowo-zachodniej Polsce w Sudetach Środkowych, w województwie dolnośląskim, powiecie kłodzkim.

## Położenie
Wysoczyzna Idzikowa położona jest w północno-wschodniej części Rowu Górnej Nysy. Od wschodniej strony wysoczyzna ograniczona jest Masywem Śnieżnika, na północnym wschodzie graniczy z małym pasmem górskim Krowiarkami będącymi częścią Masywu Śnieżnika, od zachodu i południowego zachodu otoczona jest Obniżeniem Bystrzycy Kłodzkiej, które również jest częścią Rowu Górnej Nysy. Na południowo-zachodnim obrzeżu wysoczyzny położona jest miejscowość Idzików.

## Opis
Wysoczyzna Idzikowa jest to niewielkie, pagórkowate wyniesienie, o kształcie zbliżonym do rombu, położone na wysokości 400–580 m n.p.m., która, będąc podjednostką Rowu Górnej Nysy, stanowi teren o całkowicie odmiennym charakterze. Jest to obszar wyżynny, z doliną Waliszowskiej Wody o kierunku wschód – zachód. Wschodni obszar wysoczyzny wznosi się w kierunku Masywu Śnieżnika, a zachodni łagodnie opada w kierunku Obniżenia Bystrzycy Kłodzkiej. Wysoczyzna stanowi podgórski teren położony u zachodniego podnóża Masywu Śnieżnika, co ma wpływ na rolniczy charakter tego terenu.

## Budowa geologiczna
Wysoczyzna zajmuje północno-wschodni fragment niecki śródsudeckiej. Podłoże zbudowane jest ze skał metamorficznych wieku górnoproterozoicznego lub paleozoicznego. Na nim w górnokredowym morzu osadziły się piaskowce i mułowce, częściowo też zlepieńce. Te skały osadowe powstały w cenomanie, turonie i koniaku. W trzeciorzędzie, w czasie orogenezy alpejskiej wraz z całymi Sudetami obszar ten został potrzaskany uskokami i wydźwignięty. Ostateczny wygląd wysoczyzna otrzymała w okresie epoki lodowcowej, w plejstocenie, kiedy to lądolód skandynawski naniósł w dolinę warstwę osadów. Formacje geologiczne występujące w podłożu wysoczyzny, przykryte są osadami czwartorzędu: piaskami, żwirami, iłami, glinami oraz lessami, a także osadami polodowcowymi.

## Krajobraz
Krajobraz wysoczyzny przedstawia krajobraz wyżynny. Najwyższe wzniesienia terenu nie przekraczają 600 m n.p.m. Cały obszar jest pofałdowany i łagodnie rozcięty dolinami górskich potoków. Jest to teren średnio zalesiony, w małym stopniu zaludniony o charakterze rolniczym. Pozostałą część obszaru zajmują łąki, pola uprawne i nieużytki. Krajobraz jest przeobrażony, znacznie zurbanizowany. Obszar wysoczyzny jest ciekawy krajobrazowo. Obok lasów występują pasy drzew liściastych wzdłuż koryt rzek oraz w formie przydomowych nasadzeń. Środkową część wysoczyzny oraz obrzeża zajmują lasy świerkowe i mieszane regla dolnego.

## Rzeźba
Cały obszar wysoczyzny jest wyżynny z wyraźnie zaznaczonymi wzniesieniami poprzecinany wąskimi głębokimi dolinami potoków. W środkowej części wysoczyzny wznosi się kilka wzniesień, jednym z wyższych jest Łazek (557 m n.p.m.) z ciekawymi skałkami na zboczach. Cały teren pofałdowany opadający w kierunku zachodnim.